# Hardnas Rorty
Hardnas Rorty (25 de septiembre de 1958, Oregón) es un semiótico de origen estadounidense. Imparte seminarios y cursos de semiótica, principalmente en Francia y España.

## Biografía
Se trasladó junto a su padre a Metz, en Francia, cuando tenía ocho años. Inició la carrera de Literatura Comparada en la Universidad Paul Verlaine, la cual no terminó. Luego se fue a París, donde estudió semiótica.
Se interesó desde muy joven por la mitología griega, especialmente por los personajes relativos a las guerras, gusto que luego trasluce en sus escritos. Muchos de sus textos están marcados por la presencia de su padre, que tras la muerte de su esposa Lucy, en 1971, cayó en una profunda depresión. Hardnas escribió Síndrome de Diógenes: El Guerrero y otros ensayos, sobre la relación que estableció entre su padre y el funcionamiento de la Ciudad estado.
Escribió también Heroísmo y muerte, sobre Tristán e Isolda. Su interés por la guerra, los triunfos y la historia lo llevó a estudiar el sentido de los monumentos, publicando en 1986 su obra Espacio Vacío: Oscilaciones Políticas del recurso cultural.
En 1996 viajó a Sudamérica, interesado por la conquista y sus monumentos. Este estudio lo llevó a pensar en el sentido de la cultura y la educación. Fruto de este proceso es Paisaje de los Estados

## Publicaciones
Paisaje de los Estados Hardnas Rorty, Paisaje de los Estados, Ed. Gredos, Madrid 1999. Trad. L. Baude
Hardnas Rorty, en Paisaje de los Estados hace un análisis semiótico de los monumentos y esculturas de gran tamaño con respecto a los distintos tiempos del pensamiento. Estudia sus niveles de significación y semiotización, resaltando, el espacio vació -hoyo negro- que en algún momento se genera en las grandes esculturas, como si su propio peso las hundiera en el silencio de la memoria y el pensamiento. Respecto a esto, Rorty encuentra en Ala Solar de Alejandro Otero (Una donación hecha por Venezuela a Colombia) un maravilloso ejemplo de la transformación de los signos y del carácter temporal-mutante que posee la significación. Plantea Rorty un primer acercamiento histórico lineal a las vanguardias artísticas, para ver como en un nivel casi literal, la semiosis de lo que se escribe y se puede leer en el específico contexto Latinoamericano acerca del cinetismo venezolano, tiene como objeto lo que él llama "hacer historia [1]". Rorty plantea un vínculo interesante entre lo que el denomina como el constructo artístico de nivel cognitivo y el paisaje pragmático presente en el que la cualidad significante de lo físico-material va a un segundo plano frente al cual se encuentran los significantes abstractos de un aparato social, cultural y económico. Las condiciones simbólicas del presente es un tema que Hardnas explora bastamente en función de entrever los andamiajes de las ideas y mentalidades que siempre parten y vuelven al nivel físico-tangible-económico, a esta dinámica la identifica como vínculo intencional cultural.

Espacio Vacío: Oscilaciones Políticas del recurso cultural Hardnas Rorty (Espacio vacío: oscilaciones políticas del recurso cultural. Barcelona, Orbis. 1986)
"… al instaurarse en el entorno urbano la obra de arte toma como función la educativa omnipresencia de la cultura, señalando además de sus formas y sus vacíos las intenciones patrocinadoras y las diferentes valoraciones del pasado con la integridad institucional." 
Hardnas Rorty en este fragmento parece yuxtaponer varios conceptos e ideas que son básicos para hablar del "arte publico". En principio resalta que la Cultura toma forma y masa en los monumentos y señala una intención educativa de esta, en la que los monumentos a manera de Menhires se resaltan como hitos importantes para el desarrollo de un pueblo. Al encontrarse en el espacio público, en los espacios de tránsito o de estación, como una plaza, este tipo de 'manifestaciones culturales' hacen sentir que todo está bajo un tranquilo control de la grandiosa omnipresencia del Arte, y siendo histórico o sencillamente artístico cumple siempre una función teóricamente educativa. Sin embargo, según Rorty, este arte se encuentra señalando sus formas y sus vacíos ¿las formas y los vacíos de la es-cultura? ¿las formas y los vacíos del objeto con respecto a su espacio? Idealmente el monumento es un elemento que funciona como un punto de encuentro de la memoria colectiva en muchos casos es un no.encuentro por el olvido colectivo.
En un espacio vació, donde no hay fricción, un cuerpo colgado de un hilo podría oscilar eternamente, en su texto, Rorty propone que lo que oscila eternamente es la cultura, pero la cultura como un recurso, es decir Rorty le está dando a la cultura un valor de trámite, de gestión, sobre todo mercantil (campo que está muy de moda en el medio artístico actualmente) que oscila en ese espacio vacío y que por fuerzas políticas se produce el vaivén de la cultura tanto como palabra, tanto como idea, siempre teniendo en cuenta que como recurso es algo que se maneja, se piensa y se distribuye en este caso por la integridad institucional.
- Datos: Q5892282